# Université de Southampton
Ne doit pas être confondu avec Université de Southampton Solent.

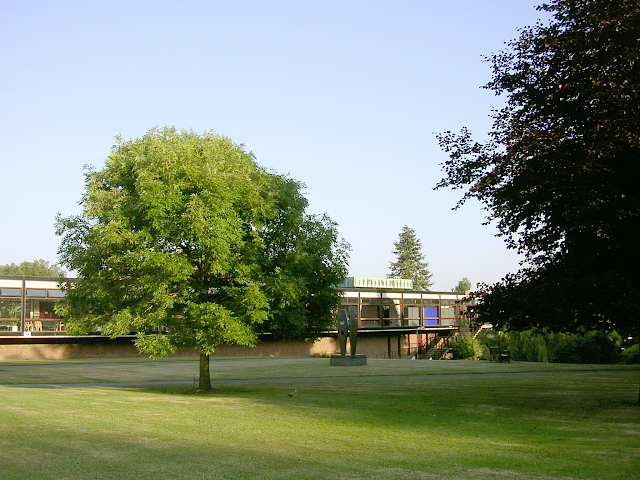
Jardins.

L’université de Southampton est une université britannique située dans la ville de Southampton, sur la côte sud de la Grande-Bretagne. L’université possède une réputation mondiale pour le haut niveau de sa recherche, et est membre du Russell Group.
Southampton est membre du Worldwide Universities Network et entretient des liens étroits avec le MIT aux États-Unis.
Par ailleurs, l'université de Southampton est l'institution britannique la plus prestigieuse assurant les formations d'ingénieur naval et d'architecte naval. Elle est également, sur le plan mondial, un établissement de référence dans le domaine maritime.

## Personnalités liées à l'université

### Professeurs
- Caroline Bergvall
- Eric Zepler

### Étudiants
- Ritu Arya
- Adrian Newey
- Aisha Binani
- Elizabeth Barker[1]
- Rima Horton[2].
- Kate Craig-Wood (1977-2020), entrepreneure en informatique britannique.